# Minoa (New York)
Minoa est un village du comté d'Onondaga, dans l'État de New York, aux États-Unis,. En 2010, il comptait une population de 3 449 habitants.

## Démographie
Lors du recensement de 2010, le village comptait une population de 3 449 habitants. Elle est estimée, en 2019, à 3 415 habitants.